# Cumières-le-Mort-Homme
Cumières-le-Mort-Homme is een gemeente zonder inwoners in het Franse departement Meuse in de regio Grand Est en het kanton Belleville-sur-Meuse sinds op 22 maart 2015 het kanton Charny-sur-Meuse werd opgeheven. De oppervlakte bedraagt 6,11 km².

## geschiedenis
Cumières-le-Mort-Homme is een van de negen Franse dorpen die zijn verwoest tijdens de Eerste Wereldoorlog en die nooit zijn herbouwd. Cumières-le-Mort-Homme werd tot "village mort pour la France" verklaard en ingericht als gedenkplaats. Tegenwoordig wordt de gemeente bestuurd door een raad van drie personen die is aangesteld door de prefect van het departement Meuse.

## Demografie
Onderstaande figuur toont het verloop van het inwonertal (bron: INSEE-tellingen).

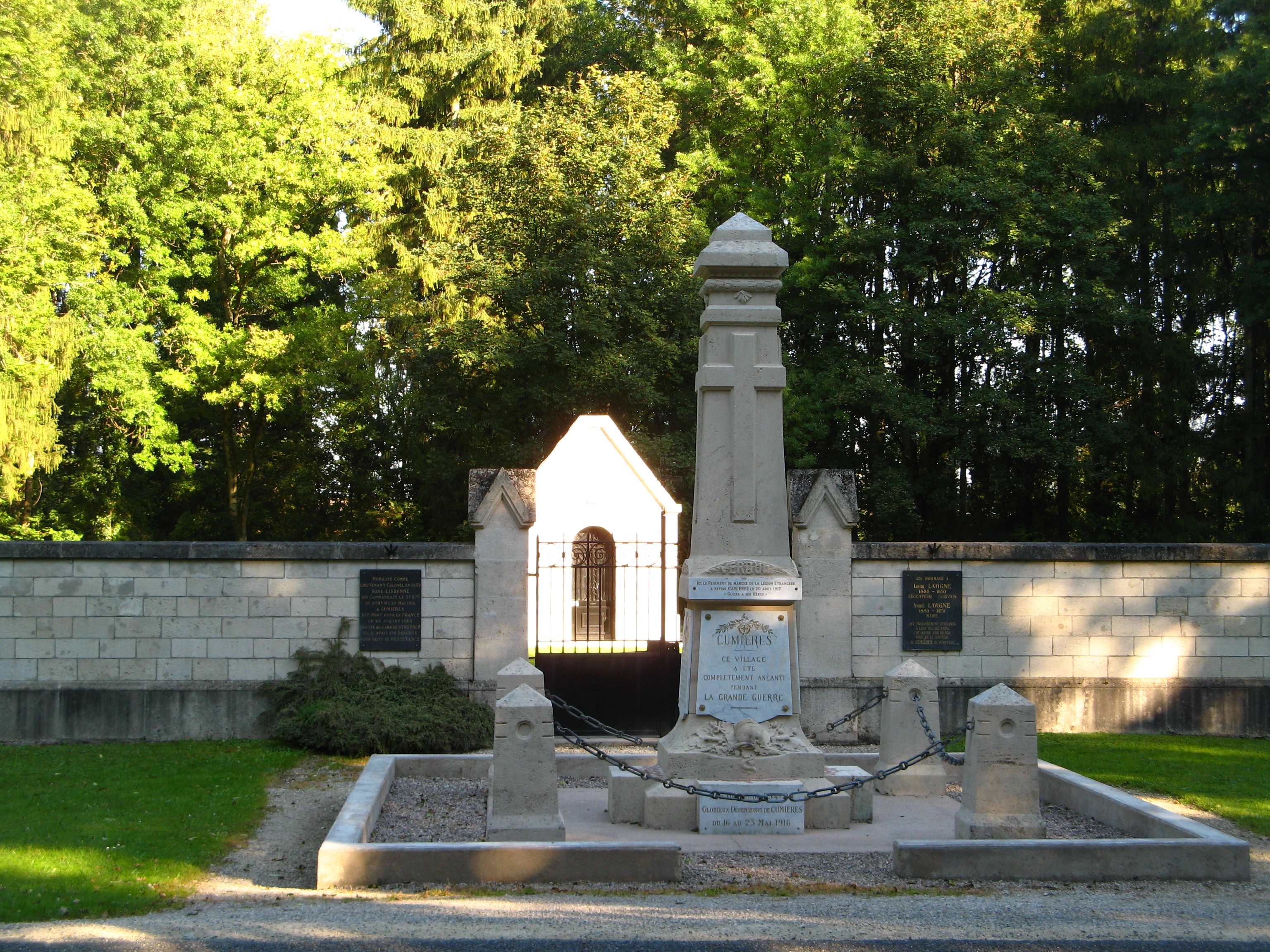
Cumières. "Ce village a été complètement anéanti pendant la Grande Guerre". Dit dorp werd geheel verwoest tijdens de Grote Oorlog.